# Carbomycetaceae
Carbomycetaceae is een familie van de Pezizomycetes, behorend tot de orde van Pezizales.

## Taxonomie
De familie Carbomycetaceae bestaat uit slechts één geslacht: Carbomyces.